# Jaworowy Zdrój
Jaworowy Zdrój – woda słodka z kategorii nisko mineralizowanych wydobywana ze źródła św. Jadwigi w Jaworze.

## Historia
Studnia św. Jadwigi w Jaworze znajduje się w jednym z najczystszych ekologicznie regionów Polski (Pogórze Kaczawskie). Historia tego ujęcia sięga średniowiecza. Według legendy w trakcie bitwy pod Legnicą w 1241 r. walcząc z Tatarami Henryk Pobożny gościł tu matkę (św. Jadwigę), a w miejscu jej przebywania znalazło ujście źródło wody, od tamtej pory nazywane imieniem św. Jadwigi. Najstarsze zachowane zapiski o wykorzystaniu cudownych właściwości wody ze źródła św. Jadwigi pochodzą z roku 1767. Twórcą marki Jaworowy Zdrój jest Szymon Brocki.

## Ujęcie wody
Źródło św. Jadwigi wykorzystywane do produkcji wody słodkiej „Jaworowy Zdrój” jest naturalnie filtrowane. Ma to związek z położeniem tego ujęcia, które jest geologicznie izolowanym samowypływem. Woda z ujęcia św. Jadwigi ze względu na swoje właściwości nadaje się do codziennego spożywania. Skład wody czerpanej ze źródła św. Jadwigi jest zgodny z proporcjami składników w organizmie człowieka.

## Skład wody
Kationy:
- Ca 60,12 mg/l, Na 19,45 mg/l, K 2,67 mg/l, Mg 27,95 mg/l

Aniony:
- F 0,08 mg/l, HCO3 107,39 mg/l, SO4 160,48 mg/l, Cl 42,89 mg/l

Ogólna mineralizacja: 439,03 mg/l

## Nagrody
Woda słodka ze źródła św. Jadwigi została wielokrotnie uhonorowana nagrodą Superior Taste Award w kategoriach: wybitny smak oraz najwyższa jakość wody. Nagroda przyznawana jest przez niezależną organizację International Taste & Quality Institute – iTQi (Międzynarodowy Instytut Smaku i Jakości) z siedzibą w Belgii. W skład jury typujących wyróżnione wody są m.in. szefowie najlepszych restauracji, które zostały wyróżnione gwiazdkami Michelin. W skład kapituły oceniającej właściwości wody wchodzą również m.in. członkowie Międzynarodowego Stowarzyszenia Sommelierów (ASI), brytyjskiej Royal Academy of Culinary Arts, francuskiej Académie Culinaire de France czy włoskiej Federazione Italiana Cuochi.
Jaworowy Zdrój otrzymał certyfikat jakości „Doceń polskie”. Celem programu certyfikacyjnego jest propagowanie wysokiej jakości produktów spożywczych dostępnych na polskim rynku oraz ich wytwórców.
Ich oceną zajmują się specjaliści zawodowo związani z żywnością i technologią żywienia, którzy tworzą Lożę Ekspertów. Zasiadają w niej m.in. członkowie Klubu Szefów Kuchni. Przewodniczącym jury jest gastronom Mirek Drewniak. To właśnie członkowie Loży Ekspertów podejmują decyzję o przyznaniu certyfikatu jakości „Doceń polskie”.
Warunkiem dopuszczenia produktu do atestacji jest „polski akcent” wyrażający związek artykułu spożywczego z Polską.
Podczas audytu żywność jest oceniana przez Lożę Ekspertów: każdy członek komisji sprawdza indywidualnie wszystkie zgłoszone wyroby, po czym przyznaje oceny (od 1 do 10) za smak, wygląd i stosunek jakości do ceny. Do zdobycia znaku „Doceń polskie” potrzeba minimum 7,5 pkt. Tytułem TOP PRODUKT honoruje się żywność z maksymalnymi notami (samymi „10”).
Honorowy patronat nad programem sprawuje Minister Rolnictwa i Rozwoju Wsi.